# ヒブリス (小惑星)
ヒブリス (430 Hybris) は小惑星帯に位置する小惑星。1897年12月18日、オーギュスト・シャルロワがニースで発見した。
ギリシア神話の傲慢の女神ヒュブリス（ラテン語ではヒブリス）にちなんで名づけられた。